# Зелін Олександр Миколайович
Олександр Миколайович Зелін (нар. 6 травня 1953, м. Паризька комуна (з 1964 — Перевальськ) Ворошиловградської області, УРСР, СРСР) — радянський і російський воєначальник. Головнокомандувач ВПС Росії (2007-2012). Генерал-полковник (2005), Заслужений військовий льотчик Російської Федерації (1999).

## Біографія
Закінчив Харківське вище військове авіаційне училище льотчиків імені С. Грицевця з відзнакою (1972-1976), Військово-повітряну академію імені Ю. А. Гагаріна заочно (1988), Військову академію Генерального штабу Збройних сил Російської Федерації (1995-1997).
Службу почав льотчиком, потім командиром ланки 787-го винищувального авіаполку Групи радянських військ у Німеччині (м. Еберсвальде).
У 1980-х р. р. — заступник командира і командир 115-го гвардійського винищувального Оршанського авіаполку (Кокайди, Узбецька РСР). З 1992 року по 1994 рік — командир 33-го винищувального авіаційного полку 16-ї гвардійської винищувальної Свірської авіадивізії в Західній групі військ.
З 1995 р. — командир 16-ї гвардійської винищувальної Свірської Червонопрапорної авіадивізії (СКВО, м. Міллерово)., в середині 1990-х р. р. — 1-й заступник командувача 23-ї повітряної армії (м. Чита). З 1998 по 2000 рр. — командир 50-го окремого корпусу ВПС і ППО (ЗабВО, м. Чита). У 2000-2001 роках — командувач 14-ї армії ВПС і ППО (СибВО, м. Новосибірськ). З червня 2001 по серпень 2002 роки — командувач 4-ї армії ВПС і ППО (ПКВО).
08.2002-05.2007 рр. — начальник авіації — заступник Головнокомандувача ВПС з авіації.
З 2003 р. член ради директорів ВАТ «Туполєв»
9 травня 2007 року призначений Головнокомандуючим Військово-повітряними силами Російської Федерації.
26 квітня 2012 року звільнений від займаної посади і звільнений з військової служби.
З травня 2012 р. помічник Міністра оборони Російської Федерації.
Кандидат військових наук.
Заслужений військовий льотчик Російської Федерації (1999)
Нагороди:
- Орден Святого Георгія II ступеня № 003 (2008)
- Орден «За заслуги перед Вітчизною» IV ступеня
- Орден «За військові заслуги»
- Орден Червоної Зірки
- Премія Уряду Російської Федерації за значний внесок у розвиток Військово-повітряних сил (17 грудня 2012 року) — за організацію і керівництво будівництвом та розвитком Військово-повітряних сил на відповідних командних посадах[4]